# Gnaphosa licenti
Gnaphosa licenti är en spindelart som beskrevs av Schenkel 1953. Gnaphosa licenti ingår i släktet Gnaphosa och familjen plattbuksspindlar. Inga underarter finns listade i Catalogue of Life.